# 阿赫马托维奇反应
阿赫马托维奇反应是呋喃转变为二氢吡喃环的过程，1971年由小奥斯曼·阿赫马托维奇发现。 最初方法是用糠醇与溴在甲醇中反应，先得到2,5-二甲氧基-二氢糠醇，它用稀硫酸发生重排便得到一个二氢吡喃衍生物。该衍生物与原甲酸甲酯和三氟化硼反应上甲基保护基，接着用硼氢化钠还原酮基，可得另一二氢吡喃衍生物，这个产物可用作许多单糖的合成中间体。
这个反应用于天然产物desoxoprosophylline、核球壳菌素（Pyrenophorin）和包公藤甲素（Bao Gong Teng A） 和全合成中。
最近也用于定向多样性合成  
以及 enantiomeric scaffolding 中。